# Francisco García Escalero
Pour les articles homonymes, voir Francisco García et García.
Francisco García Escalero (né le 24 mai 1954 à Madrid, mort en août 2014) connu sous le surnom de « matamendigos » ou « assassin de mendiants » est un tueur en série espagnol qui a tué 11 personnes entre 1987 et 1994. Il a pratiqué la nécrophilie et le cannibalisme.

## Biographie
Né le 24 mai 1954 à Madrid, Escalero fut élevé dans une zone de taudis à seulement 200 mètres du cimetière de La Almudena. C'était un enfant réservé et solitaire qui aimait se promener dans le cimetière la nuit. Il a reçu une mauvaise et insuffisante éducation. Son père le détestait et le frappait souvent. En 1970, Escalero a été placé dans un hôpital psychiatrique. Pour "survivre", il a commis de nombreux vols. Il s'est également masturbé devant des couples et des femmes nues. En 1973, il est arrêté pour le vol d'une moto et sort de prison deux ans plus tard. À sa sortie, il commet son premier délit grave, en participant au viol collectif d'une jeune fille avec ses amis. Escalero et sa bande ont violé la jeune fille sous les yeux de son copain. Il est arrêté et condamné à douze ans d'emprisonnement. Lors de sa libération en 1984, il était au chômage et, est devenu mendiant. Il aimait boire des mélanges d'alcool avec des comprimés. Quelquefois, il s'est montré violent et agressif. En outre, il souffrait d'hallucinations qui le poussaient à tuer.

## Crimes et arrestation
Troublé par « les voix », Escalero a commencé sa carrière de tueur en série en tuant la prostituée Paula Martinez, en août 1987. Il l'a décapitée, et ensuite, brûlée.
En mars 1988, il continue de remplir son casier judiciaire en tuant le mendiant Juan. Il le poignarde avant de fracasser sa tête sur un rocher. Quelques mois plus tard, un autre mendiant est retrouvé mort, gravement brûlé.
Escalero a continué de tuer beaucoup plus de personnes, en pratiquant des actes de nécrophilie et de cannibalisme ; pillé les cimetières et volé de nombreux organes.
En mars 1989, un mendiant appelé Angel a été retrouvé mort, et sans bouts de doigts. Deux mois plus tard, un autre mendiant appelé Julio est retrouvé mort, sévèrement poignardé, sans son pénis et brûlé.
En 1994, la police a été alertée par un hôpital psychiatrique que deux hommes s'étaient échappé. Il s'agissait d'Escalero et de son ami Victor Luis Criado. Deux jours plus tard, Criado est retrouvé mort avec son crâne broyé et brûlé. Au cours de l'enquête policière, Escalero tente de se suicider, mais, se fracture seulement une jambe. À l'hôpital, il a avoué le meurtre et a demandé au personnel infirmier qu'il soit transféré dans un pénitencier.
En 1995, Escalero a été jugé mais, déclaré fou avec un trouble mental sévère provoqué par l'alcool et la schizophrénie, et placé dans un hôpital psychiatrique.
Aujourd'hui, il est considéré comme un fou dangereux.
En août 2014 Escalero meurt à l'hôpital psychiatrique de Fontcalent.